# 1895 у літературі

## Твори
- Франко Іван Якович. «Сон князя Святослава», «Кам'яна душа», «Абу-Касимові капці», «Варлаам і Йоасаф. Старохристиянський духовний роман і його літературна історія», «Розбір Наймички Шевченка»
- Герберт Уеллс. «Машина часу», «Викрадена бацила та інші події»
- Оскар Уайльд. «Ідеальний чоловік»
- Болеслав Прус. «Фараон»
- Артур Конан Дойль. «Загадка Старка Монро»
- Жюль Верн. «Плавучий острів»
- Марсель Пруст. «Жан Сантей»
- Анрі Барбюс. «Плакальниці»
- Пауль Гейзе. «Над усіма вершинами»
- Теодор Фонтане. «Еффі Бріст»
- Жоріс-Карл Гюїсманс «В дорозі»
- Вісенте Бласко Ібаньєс. «Травнева квітка»
- Джозеф Конрад. «Олмейрова примха»
- Брюсов Валерій Якович. «Шедеври»
- Серафимович Олександр Серафимович. «Под землей»
- Кондратьєв Олександр Олексійович. «Жар-цвіт»
- Антон Чехов. «Анна на шиї», «Аріадна».

## Народились
- Єсенін Сергій Олександрович
- Іван Ле
- Іванов Всеволод В'ячеславович
- Альбер Коен
- Антоній Слонімський
- Багрицький Едуард Георгійович
- Безпощадний Павло Григорович
- Биковський Лев Устимович
- Большаков Костянтин Аристархович
- Брик Олександр Семенович
- Бутович Микола Григорович
- Вардошвілі Харитон Іванович
- Василенко Іван Дмитрович
- Вільгельм Габсбург
- Джуль Михайло
- Дніпровський Іван Данилович
- Дуглас Рід
- Ернст Юнгер
- Западнюк Гнат Павлович
- Зощенко Михайло Михайлович
- Зубрицький Діонісій
- Кобзей Тома
- Кобилянський Володимир Олександрович
- Костенко Валентин Григорович
- Кучабський Василь
- Лакиза Іван Никифорович
- Литкін Василь Ілліч
- Луців Лука
- Маркіш Перец Давидович
- Масляк Степан Володимирович
- Матчак Михайло
- Мневська Галина Іванівна
- Несторович Володимир
- Овруцька Марія Яківна
- Осьмачка Теодосій Степанович
- Панков Микола Олександрович
- Поль Елюар
- Рильський Максим Тадейович
- Давид Стефаунссон
- Стечишин Юліян
- Тарновський Микола Миколайович
- Туркало Марія Петрівна
- Шкрумеляк Юрій Андрійович
- Штангей Володимир Фокович
- Яловий Михайло Омелянович
- Ян Парандовський
- Ґжицький Володимир Зенонович

## Померли
- Александр Дюма (син)
- Артур Арну
- Драгоманов Михайло Петрович
- Кравчинський Сергій Михайлович
- Крестовський Всеволод Володимирович
- Леопольд фон Захер-Мазох
- Лєсков Микола Семенович
- Петрушевич Михайло
- Стефан Ніколов Стамболов
- Упендранатх Даш
- Хосе Марті